# (38155) 1999 JJ69
1999 JJ69 (asteroide 38155) é um asteroide da cintura principal. Possui uma excentricidade de 0.22531650 e uma inclinação de 5.95173º.
Este asteroide foi descoberto no dia 12 de maio de 1999 por LINEAR em Socorro.